# Sullivan Walker
Sullivan Walker (Laventille, 20 novembre 1946 – Los Angeles, 20 febbraio 2012) è stato un attore e insegnante statunitense.

## Biografia
Sullivan Walker è nato a Laventille, nella regione di San Juan-Laventille a Trinidad e Tobago, ma è cresciuto negli Stati Uniti a San Francisco, a Broadway. Ha iniziato la carriera come maestro nella scuola anglicana di St. Paul di San Fernando a Trinidad e Tobago. Nel 1969 si trasferisce a New York dove inizia la sua attività professionale nello spettacolo.

## Carriera
Sullivan Walker recitò nella parte del Dottor James Harmon amico di Bill Cosby nella serie I Robinson dal 1988 al 1991. Fece diverse apparizioni in singoli episodi di diverse serie e la sua più significativa interpretazione è stata quella di Yale, il tutore cibernetico del figlio della protagonista Adair (Debrah Farentino), nella serie televisiva Progetto Eden.
Sullivan Walker, oltre a recitare per la televisione, è stato anche un attore di Broadway recitando nella commedia Two Trains Running di August Wilson e fino alla fine dei suoi giorni ha cercato di fondare a New York una scuola di recitazione per attori caraibici per farli entrare sui set cinematografici americani.

## Morte
Sullivan Walker è morto tre mesi dopo il suo sessantacinquesimo compleanno e i suoi resti sono stati cremati.

## Filmografia

### Attore

#### Cinema
- Exterminator (The Exterminator), regia di James Glickenhaus (1980)
- Mr. Crocodile Dundee ("Crocodile" Dundee), regia di Peter Faiman (1986)
- Misplaced (1989)
- Il socio (The Firm), regia di Sydney Pollack (1993)
- Get Rich or Die Tryin', regia di Jim Sheridan (2005)

#### Televisione
- I Robinson (The Cosby Show) - serie TV, 4 episodi (1988-1991)
- Runaway - film TV (1989)
- Sui gradini di Harlem (Where I Live) - serie TV, 21 episodi (1993)
- Willy, il principe di Bel-Air (The Fresh Prince of Bel-Air) - serie TV, 1 episodio (1993)
- Progetto Eden (Earth 2) - serie TV, 21 episodi (1994-1995)
- Lush Life - serie TV, 7 episodi (1996)
- Living Single - serie TV, 1 episodio (1993)
- Sentinel - serie TV, 1 episodio (1997)
- Innocenti evasioni - film TV (1997)
- Jarod il camaleonte (The Pretender) - serie TV, 1 episodio (1999)
- Law & Order - Unità vittime speciali (Law & Order: Special Victims Unit) - serie TV, 1 episodio (2004)

## Doppiatori italiani
Nelle versioni in italiano dei suoi film, Sullivan Walker è stato doppiato da:
- Ennio Coltorti in Sui gradini di Harlem
- Franco Zucca in Progetto Eden
- Paolo Buglioni in Jarod il camaleonte
- Mario Bombardieri in Get Rich or Die Tryin'